# La Marseillaise
La Marseillaise (tạm dịch: Bài ca Marseille) là quốc ca của Pháp. Bài hát này do Rouget de Lisle sáng tác tại Strasbourg vào đêm 25 sáng 26 tháng 4 năm 1792 sau khi Hoàng đế Áo tuyên chiến với Pháp. Lúc mới ra đời mang tên Chant de guerre pour l'armée du Rhine (Hành khúc quân sông Rhine).

## Hoàn cảnh ra đời

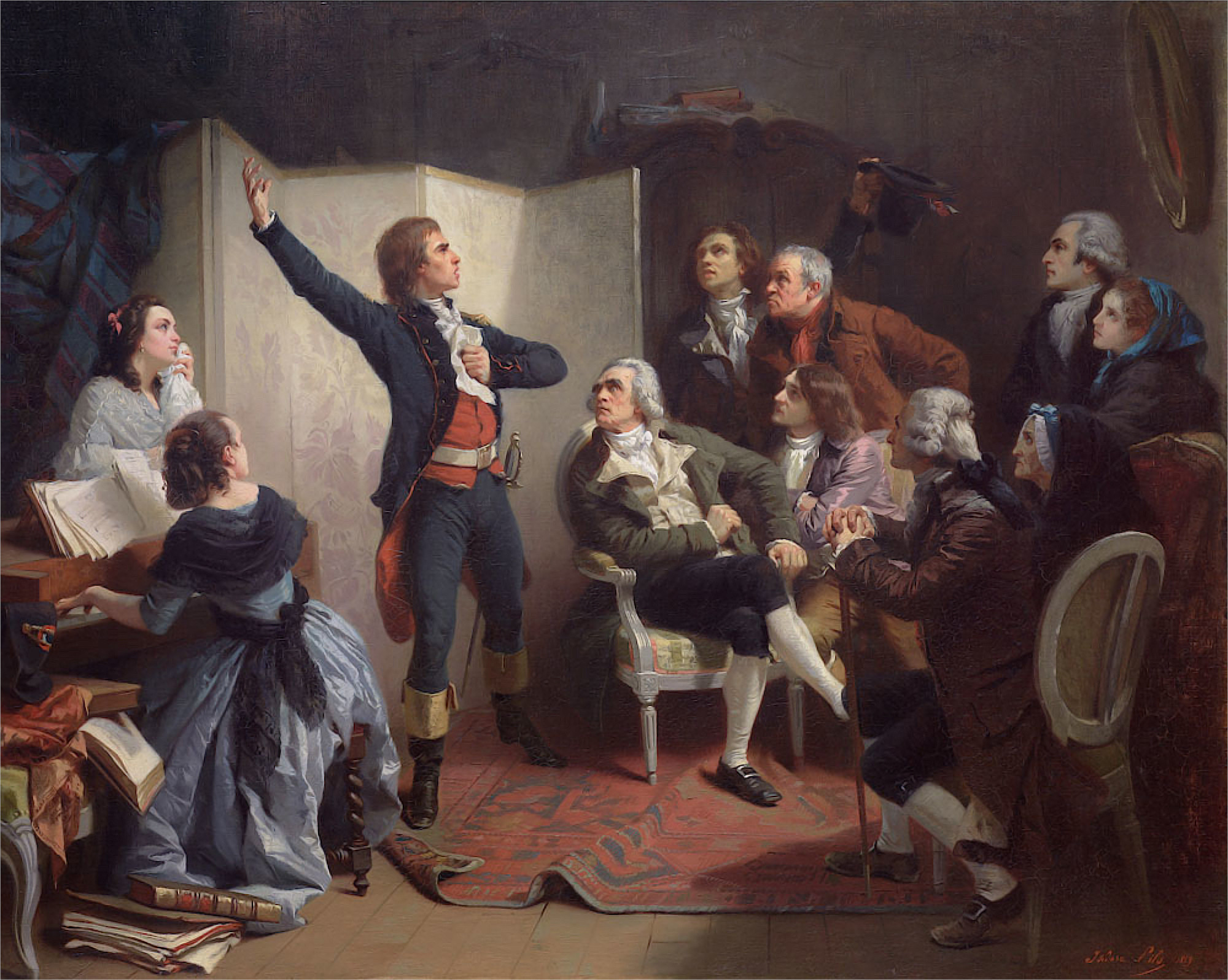
Rouget de Lisle, người sáng tác ra bài "La Marseillaise", hát bài của mình lần đầu tiên tại ngôi nhà của Dietrich, thị trưởng Strasbourg

Mùa xuân năm 1792, liên quân Áo-Phổ đã tiến vào đất Pháp và áp sát thủ đô Paris. Để bảo vệ đất nước, người dân Pháp đã lập ra các đạo quân tình nguyện ra chiến trường chiến đấu. Lúc bấy giờ thành phố Strasbourg cũng tổ chức một đội quân tình nguyện. Trước khi đội quân xuất kích, thị trưởng thành phố là Philippe-Frédéric de Dietrich, Nam tước Dietrich (1748 - 1793), muốn tổ chức một buổi tuyên thệ. Ông nghĩ rằng trong buổi lễ tuyên thệ cần phải có một bài chiến ca để phấn khích tinh thần binh sĩ. Ông tìm gặp một sĩ quan trẻ tuổi thuộc quân đoàn công binh đang đóng quân tại đó là Rouget de Lisle, và nói:
- Lisle, nghe nói anh biết sáng tác nhạc và hay làm thơ phải không?
- Vâng, cũng có đôi lúc! Người thanh niên trả lời.
- Anh có thể sáng tác một bài chiến ca thể hiện tinh thần yêu nước được không?
- Để chống lại bọn xâm lược Áo-Phổ, vâng, để tôi thử xem sao.
- Được, tôi hẹn với anh phải hoàn thành ngay trong đêm nay để ngày mai hát trong lúc xuất quân.
- Tôi nhất định hoàn thành.
Lisle đã thức suốt đêm để sáng tác nhạc và viết lời cho bài hát:
| Allons, enfants de la Patrie, Le jour de gloire est arrivé ! Contre nous de la tyrannie, L'étendard sanglant est levé, Entendez-vous dans les campagnes, Mugir ces féroces soldats ? Ils viennent jusque dans vos bras, Egorger vos fils et vos compagnes ! Aux armes, citoyens, Formez vos bataillons, Marchons ! Marchons ! Qu'un sang impur, Abreuve nos sillons ! | Nào những người con thân thương, yêu nước lên đường Hào quang, huy hoàng ấy đang chờ ta! Hãy đánh thắng kẻ dã man hung tàn, Ngọn cờ nhuốm đẫm máu đã giương lên! Có nghe không trên những cánh đồng xa kia Những tên lính khát máu đang gào thét? Giặc thù đang hung hăng tràn vào đây Chúng sẽ cắt cổ vợ cổ con của chúng ta! Xông pha, hỡi đồng bào ơi! Quyết chiến, hỡi những đoàn quân! Vùng lên! Vùng lên! Nguyện đem máu giặc, Tưới đẫm nương rẫy ruộng đồng! |

Ban đầu, Rouget de Lisle đặt tên cho bài hát là Chant de guerre de l'armée du Rhine ("Hành khúc quân sông Rhine") với hàm ý các binh lính Pháp sẽ giáp trận với tại sông Rhine và đuổi quân đội liên minh Áo - Phổ ra khỏi nước Pháp cách mạng. Sáng hôm sau, trước đoàn quân tình nguyện và dân chúng thành phố Strasbourg, Lisle đã cất tiếng hát làm mọi người xúc động. Vài ngày sau khi bài hát ra đời, liên quân Áo - Phổ tấn công Strasbourg. Về sau, bài hát được phổ biến nhanh chóng toàn nước Pháp. Đoàn quân tình nguyện của thành phố Marseille kéo về bảo vệ thủ đô Paris ngày 30 tháng 7 năm 1792 đã hát bài ca cách mạng này trên đường phố Paris trước tiên, vì thế công chúng Paris gọi là La Marseillaise ("Bài ca của người Marseille"). Liên quân Áo - Phổ bị đẩy bật khỏi Pháp sau thất bại trong trận Valmy vào ngày 20 tháng 9 năm 1792
Vào ngày 14 tháng 7 năm 1795, Quốc hội Pháp thông qua quyết nghị chính thức lấy bài "La Marseillaise" làm quốc ca nước Cộng hòa Pháp, khiến nó trở thành bài quốc ca đầu tiên của Pháp. Nó bị mất vai trò này dưới thời hoàng đế Napoléon I, và sau này bị các vua Louis XVIII và Charles X cấm chỉ. Bài hát chỉ được phục hồi trong một thời gian ngắn sau Cách mạng Tháng Bảy năm 1830. Dưới sự trị vì của Napoleon I, Veillons au Salut de l'Empire là quốc ca không chính thức của Đế chế thứ nhất, trong khi quốc ca không chính thức của Đế chế thứ hai dưới thời Napoléon III là Partant pour la Syrie. Trong thế kỷ 19 và đầu thế kỷ 20, "La Marseillaise" được công nhận là bài ca của phong trào cách mạng quốc tế – một ví dụ là nó đã được Công xã Paris sử dụng vào năm 1871. 8 năm sau (1879), nó được khôi phục như là quốc ca của Pháp.

## Ảnh hưởng
Năm 1882, nhà soan nhạc Nga nổi tiếng Pyotr Ilyich Tchaikovsky đã trích dẫn "La Marseillaise" để mô tả đội quân xâm lược Pháp trong bản Giao hưởng 1812 của ông. Ông cũng trích dẫn bài "Bozhe, Tsarya khrani!" (Chúa phù hộ Sa hoàng) để mô tả quân đội Nga. Trên thực tế, cả hai bản quốc ca này đều không được sử dụng vào năm 1812. Thêm nữa, có một số ca khúc có giai điệu của bài La Marseillaise như:
- Echoes of France – Django Reinhardt
- All You Need Is Love – The Beatles
- Aux Armes et cetera – Serge Gainsbourg 1978
- You went the Wrong way Old King Louie – Allan Sherman

Ngoài ra, bài hát còn xuất hiện trong bộ phim nổi tiếng của Mỹ Casablanca, khi toàn bộ khách trong quán Rick's Café Américain dưới sự bắt nhịp của Victor Laszlo, một lãnh tụ kháng chiến người Tiệp Khắc, hát át tiếng các sĩ quan Đức Quốc xã đang hát vang bài hát "Die Wacht am Rhein" (Bảo vệ sông Rhein). Điều này dẫn tới việc viên thiếu tá Đức Strasser đóng cửa quán. Năm năm sau, hai bài hát này lại cùng xuất hiện trong bộ phim của Jean Renoir – Grand Illusion năm 1937. Renoir đã phác họa lịch sử bài La Marseillaise trong bộ phim cùng tên một năm sau đó.

## Lời bài hát
Bình thường, chỉ khổ đầu của bài ca sẽ được hát lên.
| Nguyên văn tiếng Pháp | Ngôn ngữ IPA | Bản tiếng Việt |
| --- | --- | --- |
| Allons efants de la Patrie, Le jour de gloire est arrivé ! Contre nous de la tyrannie, 𝄆 L'étendard sanglant ét levé, 𝄇 Entendez-vous dans les campagnes, Mugir ces féroces soldats? Ils viennent jusque dans nos bras Egorger nos fils et nos compagnes ! Refrain: 𝄆 Aux armes, citoyens, Formez vos battailon, Marchons, marchons ! Qu'un sang impur Abreuve nos sillons ! 𝄇 Que veut cette horde d'esclaves, De traîtres, de rois conjurés ? Pour qui ces ignobles entraves, 𝄆 Ces fers dès longtemps préparés ? 𝄇 Français, pour nous, ah! quel outrage ! Quels transports il doit exciter ! C'est nous qu'on ose méditer De rendre à l'antique esclavage ! Refrain Quoi ! ces cohortes étrangères Feraient la loi dans nos foyers ! Quoi ! ces phalanges mercenaires 𝄆 Terrasseraient nos fiers guerriers ! 𝄇 Grand Dieu! par des mains enchaînées Nos fronts sous le joug se ploieraient ! De vils despotes deviendraient Les maîtres de nos destinées! Refrain Tremblez, tyrans et vous perfides, L'opprobre de tous les partis, Tremblez ! vos projets parricides 𝄆 Vont enfin recevoir leurs prix ! 𝄇 Tout est soldat pour vous combattre, S'ils tombent, nos jeunes héros, La France en produit de nouveaux, Contre vous tout prêts à se battre Refrain Français, en guerriers magnanimes, Portez ou retenez vos coups! Epargnez ces tristes victimes, 𝄆 A regret s'armant contre nous. 𝄇 Mais ces despotes sanguinaires, Mais ces complices de Bouillé, Tous ces tigres qui, sans pitié, Déchirent le sein de leur mère! Refrain Amour sacré de la Patrie, Conduis, soutiens nos bras vengeurs ! Liberté, Liberté chérie, 𝄆 Combats avec tes défenseurs ! 𝄇 Sous nos drapeaux, que la victoire Accoure à tes mâles accents, Que tes ennemis expirants Voient ton triomphe et notre gloire ! Refrain Nous entrerons dans la carrière Quand nos aînés n'y seront plus; Nous y trouverons leur poussière 𝄆 Et la trace de leurs vertus. 𝄇 Bien moins jaloux de leur survivre Que de partager leur cercueil, Nous aurons le sublime orgueil De les venger ou de les suivre ! Refrain | [a.lõ.z‿ɑ̃.fɑ̃ də la pa.tʁi.ə \|] [lə ʒuʁ də glwaʁ ɛ.t‿a.ʁi.ve ‖] [kõ.tʁə nu də la ti.ʁa.ni.ə \|] 𝄆 [le.tɑ̃.daʁ sɑ̃.glɑ̃.t‿ɛ lə.ve ‖] 𝄇 [ɑ̃.tɑ̃.de vu dɑ̃ le kɑ̃.pa.ɲə \|] [my.ʒiʁ se fe.ʁɔ.sə sɔl.da ‖] [il vjɛ.nə ʒys.kə dɑ̃ vo bʁɑ \|] [e.gɔʁ.ʒe vo fis vo kõ.pa.ɲə ‖] [ʁə.fʁɛ̃]: 𝄆 [o.z‿aʁ.mə si.twa.jɛ̃ \|] [fɔʁ.me vo ba.ta.jõ \|] [maʁ.ʃõ \| maʁ.ʃõ ‖] [kœ̃ sɑ̃ ɛ̃.pyʁ \|] [a.bʁœ.və no si.jõ ‖] 𝄇 [kə vø sɛ.tə ɔʁ.də dɛs.kla.və \|] [də tʁɛ.tʁə də ʁwa kõ.ʒy.ʁe ‖] [puʁ ki se.z‿i.ɲɔ.blə.z‿ɑ̃.tʁa.və \|] 𝄆 [se fεʁ de lõg.tɑ̃ pʁe.pa.ʁe ‖] 𝄇 [fʁɑ̃.sɛ puʁ nu a kɛl u.tʁa.ʒə \|] [kɛl tʁɑ̃s.pɔʁ.z‿il dwa.t‿ɛk.si.te ‖] [sɛ nu kõ.n‿o.zə me.di.te \|] [də ʁɑ̃.dʁ‿a lɑ̃.tik ɛs.kla.va.ʒə ‖] [ʁə.fʁɛ̃] [kwa de ko.ɔʁ.tə.z‿e.tʁɑ̃.ʒɛ.ʁə \|] [fə.ʁe la lwa dɑ̃ no fwa.je ‖] [kwa se fa.lɑ̃.ʒə mɛʁ.sə.nɛ.ʁə \|] 𝄆 [tɛ.ʁa.sə.ʁe no fje gɛ.ʁje ‖] 𝄇 [gʁɑ̃ djø paʁ de mɛ̃.z‿ɑ̃.ʃɛ.ne.ə \|] [no fʁõ su lə ʒu sə plwa.ʁɛ ‖] [də vil dɛs.pɔ.tə də.vjɑ̃.dʁɛ \|] [le mɛ.tʁə də no dɛs.ti.ne.ə ‖] [ʁə.fʁɛ̃] [tʁɑ̃.ble ti.ʁɑ̃.z‿e vu pɛʁ.fi.də \|] [lɔ.pʁɔ.bʁə də tu le paʁ.ti ‖] [tʁɑ̃.ble vo pʁɔ.ʒe pa.ʁi.si.də \|] 𝄆 [võ.t‿ɑ̃.fɛ̃ ʁə.sə.vwaʁ lœʁ pʁi ‖] 𝄇 [tu.t‿ɛ sɔl.da puʁ vu kõ.ba.tʁə \|] [sil tõ.bə no ʒœ.nə e.ʁo ‖] [la tɛ.ʁ‿ɑ̃ pʁɔ.dɥi də nu.vo \|] [kõ.tʁə vu tu pʁɛ.z‿a sə ba.tʁə ‖] [ʁə.fʁɛ̃] [fʁɑ̃.sɛ ɑ̃ gɛ.ʁje ma.ɲa.ni.mə \|] [pɔʁ.te.z‿u ʁə.tə.ne vo ku ‖] [e.paʁ.ɲe se tʁis.tə vik.ti.mə \|] 𝄆 [a ʁə.gʁe saʁ.mɑ̃ kõ.tʁə nu ‖] 𝄇 [me.se dɛs.pɔ.tə sɑ̃.gi.nɛ.ʁə \|] [me.se kõ.pli.sə də bwi.je ‖] [tu.se ti.gʁə ki sɑ̃ pi.tje \|] [de.ʃi.ʁə lə sɛ̃ də lœʁ mɛ.ʁə ‖] [ʁə.fʁɛ̃] [a.muʁ sa.kʁe də la pa.tʁi.ə \|] [kõ.dɥi su.tjɛ̃ no bʁa vɑ̃.ʒœʁ ‖] [li.bɛʁ.te li.bɛʁ.te ʃe.ʁi.ə \|] 𝄆 [kõ.ba.z‿a.vɛk te de.fɑ̃.sœʁ ‖] 𝄇 [su no dʁa.po kə la vik.twa.ʁə \|] [a.kuʁ a.te mɑ.lə.z‿a.ksɑ̃ ‖] [kə.te.z‿ɛ.nə.mi.z‿ɛks.pi.ʁɑ̃ \|] [vwa tõ tʁi.õ.pe nɔ.tʁə glwa.ʁə ‖] [ʁə.fʁɛ̃] [nu.z‿ɑ̃.tʁə.ʁõ dɑ̃ la ka.ʁjɛ.ʁə \|] [kɑ̃ no.z‿ɛ.ne ni sə.ʁõ ply ‖] [nu.z‿i tʁu.və.ʁõ lœʁ pu.sjɛ.ʁə \|] 𝄆 [e la tʁa.sə də lœʁ vɛʁ.ty ‖] 𝄇 [bjɛ̃ mwɛ̃ ʒa.lu də lœʁ syʁ.vi.vʁə \|] [kə də paʁ.ta.ʒe lœʁ sɛʁ.kœj ‖] [nu.z‿o.ʁõ lə sy.blim ɔʁ.gœj \|] [də le vɑ̃.ʒe u də le sɥi.vʁə ‖] [ʁə.fʁɛ̃] | Nào những người con thân thương, yêu nước lên đường, Hào quang, huy hoàng ấy đang chờ ta! Hãy đánh thắng kẻ thù dã man hung tàn, 𝄆 Ngọn cờ nhuốm đẫm máu đã giương lên! 𝄇 Có nghe không trên những cánh đồng xa kia Những tên lính khát máu đang gào thét? Giặc thù đang hung hăng tràn vào đây Chúng sẽ cắt cổ vợ con của chúng ta! Điệp khúc: 𝄆 Xông pha, hỡi đồng bào ơi, Quyết chiến, hỡi những đoàn quân, Vùng lên! Vùng lên! Nguyện đem máu giặc, Tưới đẫm nương rẫy ruộng đồng! Chúng muốn gì, những bầy lũ nô lệ đó, Những tên phản nghịch, những tên vua mưu phản? Dành cho ai, những gông cùm đê hèn này, 𝄆 Những xiềng xích đã được chuẩn bị từ lâu? 𝄇 Này dân Pháp, cho chúng ta, ôi! Nhục nhã thay! Có cách gì chúng ta phải làm? Vì chính chúng ta mà họ dám tính Đẩy ta về cảnh nô lệ cổ xưa! Điệp khúc Tại sao! Lũ người vọng ngoại này Lại sẽ làm luật cho nước nhà của chúng ta! Tại sao! Những kẻ hám lợi này 𝄆 Lại quật ngã những dũng sĩ của chúng ta! 𝄇 Lạy Chúa! Bởi vì tay bị xiềng xích Mà vầng trán ta hàng phục ách áp bức! Những kẻ bạo ngược xấu xa sẽ trở thành Những chủ nhân của vận mệnh chúng ta! Điệp khúc Run sợ đi, những bạo chúa và ngươi, những kẻ phản bội Điều sỉ nhục đến từ mọi phía Run sợ đi! Những âm mưu giết cha mẹ của các ngươi 𝄆 Cuối cùng sẽ phải nhận lấy cái giá phải trả của nó! 𝄇 Tất cả đều là lính để chống các ngươi Nếu như họ ngã xuống, những anh hùng trẻ của ta Nước Pháp sẽ sinh ra những người con mới, Tất cả sẵn sàng chiến đấu chống lại các ngươi. Điệp khúc Hỡi người Pháp, những chiến binh đang dần thức tỉnh, Hãy chịu đựng, và giáng lại một đòn! Hãy tha cho những người nạn nhân xấu số 𝄆 Đã hối hận khi chống lại chúng ta. 𝄇 Nhưng không phải những tên điên cuồng khát máu Những tên đã đồng lõa với Bouillé. Cả những con hổ không chút khoan dung, Xé phang ngực những người mẹ của chúng ta. Điệp khúc Với tình yêu thiêng liêng cho Tổ quốc tươi đẹp Dẫn dắt, hưởng ứng công cuộc rửa thù. Nền tự do, nền tự do thân yêu tươi đẹp, 𝄆 Hãy chiến đấu chống những kẻ thủ cựu! 𝄇 Dưới cờ của ta, mỗi lúc khi chiến thắng Mau chóng làm nên điểm sáng kiên cường. Để những quân thù tàn bạo ở kia Thấy được vinh quang chiến thắng của chúng ta. Điệp khúc Chúng ta sẽ tham gia vào sự nghiệp Khi những người già không còn ở đó. Phía kia, ta chỉ thấy cát bụi 𝄆 Những vết tích, tiết tháo sáng ngời 𝄇 Phải kiên định để niềm tin sáng mãi Còn hơn sẻ chia phận ta cùng chiếc quan tài. Sẽ là thứ danh dự cao cả Để đền ơn nước, trả thù nhà. Điệp khúc |

## Bình luận
Nhà triết học và cải cách người Anh Jeremy Bentham, người được tuyên bố là công dân danh dự của Pháp vào năm 1791 để ghi nhận sự đồng cảm của ông đối với lý tưởng của Cách mạng Pháp, đã không ủng hộ bài La Marseillaise. Đối chiếu những phẩm chất của nó với "vẻ đẹp" và "sự giản dị" của bài God save the King của Vương quốc Anh, ông đã viết vào năm 1796:
Tiếng hò reo chiến tranh của chế độ vô chính phủ, bài ca Marseillaise, đối với tai tôi, tôi phải thú nhận, là một bài hát buồn thảm, nhạt nhẽo và khó chịu nhất: và đối với bất kỳ đôi tai nào, dù sao thì đó cũng là một bài hát dài dòng và phức tạp. Trong trường hợp một giai điệu tinh quái như vậy, thì đó là một sự cố may mắn, nếu, tự bản thân nó đã thất bại về mặt phổ quát hay tính lâu dài, để giành được tình cảm ngang bằng của mọi người.
Valéry Giscard d'Estaing, tổng thống của Pháp trong những năm 1970, nói rằng thật nực cười để hát về tưới đẫm máu Phổ ô uế lên trên ruộng Pháp khi Thủ tướng của nước Đức dân chủ hiện nay giơ chào tại Paris. Một chiến dịch năm 1992 nhằm thay đổi lời bài hát có sự tham gia của hơn 100 công dân Pháp nổi tiếng, bao gồm cả Danielle Mitterrand, vợ của Tổng thống François Mitterrand khi đó, nhưng không thành công.

Lịch sử học Simon Schama khi bàn về "La Marseillaise" tại chương trình Today trên đài BBC Radio 4 vào ngày 17 tháng 11 năm 2015 (sau vụ tấn công tại Paris) nói rằng:
"... một ví dụ tốt của sự dũng cảm và đoàn kết khi đối mặt với khó khăn, đó là lý do tại sao nó lại mang đầy sinh lực đến vậy, đó là lý do tại sao nó thực sự là quốc ca vĩ đại nhất trên thế giới, từ trước đến nay. Đa số các quốc ca đều mang tính chất khoa trương và trịnh trọng, nhưng bài này thật sự hồi hộp và xúc động. Một phần quan trọng của bài hát ... là câu 'trước mắt chúng ta là chế độ chuyên chế, lá cờ thấm máu của họ đã giương lên'. Không có chế độ chuyên chế nào tàn bạo hơn ISIS ngay bây giờ, vì vậy, người Pháp đau buồn và tuyệt vọng vô cùng dễ dàng đồng cảm với điều đó".
Năm 1979, một thể loại reggae của bài hát này, "Aux armes et cætera" bởi Serge Gainsbourg được đón nhận tồi tệ bởi một số ngượi tại Pháp, đặc biệt là trên báo Le Figaro, khi Michel Droit đã cáo buộc Gainsbourg đã cố kiếm tiền từ bài quốc ca này và cho rằng ông đã cho vào chủ nghĩa bài Do Thái vào bài hát. Gainsbourg cũng bị chỉ trích vì đã loại bỏ một số yếu tố quân đội trong bài ca.